# Пиотровская, Лариса Александровна
Лари́са Алекса́ндровна Пиотро́вская (4 сентября 1953, Новокузнецк) — российский филолог, специалист в области эмотиологии, интонологии, психолингвистики, славянских языков. Доктор филологических наук (1995), профессор кафедры русского языка филологического факультета (с 1999 года) Российского государственного педагогического университета им. А. И. Герцена.

## Биография
В 1975 году окончила филологический факультет Ленинградского ордена Ленина и ордена Трудового Красного Знамени государственный университет им. А. А. Жданова по специальности «чешский язык и литература», а затем — аспирантуру, защитив диссертацию на тему «Междометия в современном чешском языке (в сопоставлении с русским)» по специальности 10.02.13 — славянские языки.
В 1995 году окончила докторантуру в РГПУ им. А. И. Герцена при кафедре русского языка, защитив диссертацию на тему «Лингвистическая природа эмотивных высказываний (на материале русского и чешского языков)» по специальности 10.02.10 — русский язык, 10.02.03 — славянские языки.
С 1987 года работает в РГПУ им. А. И. Герцена:
В 1987—1991 годы — доцент кафедры русского языка для нефилологических специальностей дефектологического факультета. В 1991—1994 годах — доцент кафедры начального обучения русскому языку. В 1997—2000 годах — заведующая кафедрой русского языка для нефилологических специальностей. С 2000 года — профессор кафедры русского языка филологического факультета.
В 2000 году была одним из инициаторов открытия в РГПУ им. А. И. Герцена аспирантуры по специальности 10.02.19 — теория языка, а в 2001 году — диссертационного совета по данной специальности.
С 2000 по 2007 год была членом диссертационного совета Д 212.199.01 при РГПУ им. А. И. Герцена по специальности 19.00.10 — коррекционная психология, с 2000 года — состоит в диссертационном совете Д. 212.232.18 при СПбГУ по специальности 10.02.13 — славянские языки, а с 2001 года является членом и учёным секретарем совета по защите докторских и кандидатских диссертаций Д 212.199.17 при РГПУ им. А. И. Герцена по специальности 10.02.19 — теория языка.
К 2012 году под руководством Л. А. Пиотровской защищены две кандидатские диссертации (по специальности 10.02.19 — теория языка и 13.00.03 — коррекционная педагогика (соруководитель)), а также 1 докторская диссертация по специальности 13.00.03 — коррекционная педагогика.
Л. А. Пиотровская является членом многих научных обществ и организаций, таких как
- Петербургское лингвистическое общество (семинары «Психо- и нейролингвистика», «Восприятие речи») (с 2000 года);
- Президиум Международной ассоциации прикладной психолингвистики (International Society of Applied Psycholinguistics (ISAPL)) от России (2004—2010);
- редакционно-издательский совет журнала «Язык и речевая деятельность»[4]. (с 2004 года).

В 2009—2010 годах была одним из исполнителей проекта «Модуляция состояний мозга при специальных видах речевой деятельности» по гранту РГНФ (финансирование проекта осуществляется через Институт мозга человека Российской Академии наук), в реализации которого принимали участие Институт мозга человека РАН, Академия театрального искусства и РГПУ им. А. И. Герцена.

## Избранные труды
- Пиотровская Л. А. Эмотивные высказывания в современном русском языке: Учеб-ное пособие к спецкурсу. — СПб.: Образование, 1993. — 72 с.
- Пиотровская Л. А. Эмотивные высказывания как объект лингвистического исследования (на материале русского и чешского языков): Монография. — СПб.: Изд-во С.-Петерб. ун-та, 1994. — 146 с.
- Пиотровская Л. А. Интонация и смысл текста // Изучение и преподавания русского языка: Юбилейный сб. / Ред. совет: В. Д. Шадриков, В. Г. Костомаров, О. В. Иншаков. — Волгоград: Изд-во Волгоград. гос. ун-та, 2001. — С. 183—204.
- Piotrovskaya Larisa. Emotional Prosody and Emotive Intonation // Proceedings of the 15th International Congress of Phonetic Sciences. Barcelona, 3—9 August, 2003 / Ed. by M. Y. Solé, D. Recausens & J. Romero. — Barcelona: Causal Productions Pty Ltd, 2003. — P. 2949—2952.
- Пиотровская Л. А. Проблема «эмоции в речевой деятельности» // Теоретические проблемы языкознания: Сборник статей к 140-летию кафедры общего языкознания Санкт-Петербургского государственного университета / Гл. ред. Л. А. Вербицкая. — СПб.: Филол. фак. С.-Петерб. гос. ун-та, 2004. — С. 407—423, 647—648.
- Piotrovskaya Larisa. Description, Expression and Reflection of Emotions in Language Behaviour // Polish Studies in English Language and Literature / Ed. by Jacek Fisiak. — 2009. — Vol. 27: Cognitive Approaches to Language and Linguistic Data: Studies in honor of Barbara Lewandowska-Tomaszczyk / Ed. by Wiesław Oleksy and Piotr Stalmaszczyk. — Frankfurt am Main; Berlin; Bern; Bruxelles; New York; Oxford; Wien: Peter Lang, 2009. — P. 307—338.
- Пиотровская Л. А. «Язык описания эмоций» и «язык выражения эмоций»: новое решение старой проблемы // Язык и эмоции: номинативные и коммуникативные аспекты: Сб. науч. тр. к юбилею Виктора Ивановича Шаховского / Редкол.: С. В. Ионова (отв. ред.), Ю. А. Сорокин, В. И. Карасик, Н. А. Лукьянова. — Волгоград: Волгоград. науч. изд-во, 2009. — С. 74—85.
- Пиотровская Л. А. Вербальное и невербальное кодирование эмоций в коммуника-ции: междисциплинарная парадигма // Поликодовая коммуникация: лингвокуль-турные и дидактические аспекты: сб. науч. ст. / С.-Петерб. гос. политех. ун-т; отв. ред. М. А. Акопова; выпускающие ред. сб.: Н. И. Алмазова, В. Е. Чернявская. — СПб.: Изд-во Политех. ун-та, 2011. — С. 62—73.
- Пиотровская Л. А. Звуковые замены в речевой деятельности ребенка // Специальное образование: традиции и новации: Сб. науч.-метод. трудов с междунар. участием / Редкол.: И. В. Прищепова (отв. ред.), Л. В. Лопатина, В. И. Липакова. — СПб.: Изд-во РГПУ им. А. И. Герцена, 2011. — С. 152—159.
- Пиотровская Л. А. О «границах лингвистики в области эмоций»: дифференцированный подход к системному изучению эмотивной функции интонации // Человек говорящий: исследования XXI века: к 80-летию со дня рождения Лии Васильевны Бондарко: [коллект. моногр.] / отв. ред.: Л. А. Вербицкая, Н. К. Иванова. — Иваново: Иванов. гос. химико-технол. ун-т, 2012. — С. 102—108.